# The Big Shot
The Big Shot is een Amerikaanse film noir in zwart-wit uit 1942 onder regie van Lewis Seiler. De film werd destijds in Nederland uitgebracht onder de titel De geweldenaar.

## Verhaal
In een gevangenisziekenhuis deelt de stervende gangster Duke Berne zijn levensverhaal met twee jonge mensen, George Anderson en Ruth Carter: zijn verhaal begint op het moment dat hij al twee gevangenisstraffen heeft uitgezeten en zweert de misdaad op te geven: bij een derde overtreding zal hij namelijk tot levenslang worden veroordeeld. Het lukt hem echter niet om een 'eerlijke baan' te vinden en overweegt daarom deel te nemen aan een overval georganiseerd door de rijke advocaat Martin T. Fleming, die ook zal worden uitgevoerd door Frenchy en Sander.
Tot Duke's verbazing is Fleming getrouwd met zijn Lorna. Zij was tot aan zijn tweede veroordeling Duke's vriendin en is fel tegen zijn criminele activiteiten. Lorna smeekt Duke om de overval niet uit te voeren. Ontroerd door haar intensiteit, neemt hij haar advies. De overval mislukt en enkel Frenchy overleeft een schietpartij die volgt met de politie. De politie gelooft stellig dat Duke betrokken was bij de overval en zet een verwarde getuige ertoe aan om Duke te identificeren als een van de overvallers. Lorna biedt Duke aan een alibi te verschaffen, maar Duke vreest dat dit een schandaal zal veroorzaken voor de reeds getrouwde Lorna en slaat dit af. 
In plaats daarvan chanteert hij Fleming om hem een alibi te leveren. Een rechtszaak volgt en Fleming in eigen persoon treedt op als zijn advocaat. Wanneer Frenchy Fleming informeert dat op de avond van de misdaad Duke samen met Lorna was, besluit Fleming Duke te saboteren. Hij verschaft een valse alibi, maar huurt stiekem een kroongetuige in die deze alibi ontkracht. Hiermee wordt geïmpliceerd dat Duke heeft gelogen en daarop wordt hij veroordeeld tot levenslang. Lorna besluit Fleming te verlaten en biedt Duke hulp bij een ontsnappingspoging uit de gevangenis. Bij een achtervolging door de politie verongelukt Lorna. In de laatste scène confronteert Duke Fleming, met een dodelijke afloop.

## Rolverdeling
| Acteur           | Personage            |
| ---------------- | -------------------- |
| Humphrey Bogart  | Joseph "Duke" Berne  |
| Irene Manning    | Lorna Fleming        |
| Richard Travis   | George Anderson      |
| Susan Peters     | Ruth Carter          |
| Stanley Ridges   | Martin T. Fleming    |
| Minor Watson     | Bewaker George Booth |
| Chick Chandler   | Frank "Dancer" Smith |
| Joe Downing      | Frenchy              |
| Howard Da Silva  | Sandor               |
| Murray Alper     | Quinto               |
| Roland Drew      | Faye                 |
| John Ridgely     | Tim                  |
| Joe King         | Aanklager Toohey     |
| John Hamilton    | de rechter           |
| Virginia Brissac | Mrs. Booth           |
| William Edmunds  | Sarto                |
| Virginia Sale    | Mrs. Miggs           |
| Ken Christy      | Kat                  |
| Wallace Scott    | Rusty                |

## Productie
De hoofdrol ging in eerste instantie naar George Raft; toen hij zich terugtrok, werd Humphrey Bogart aangesteld als vervanger. Deze film betekende voor Bogart zijn laatste gangsterrol voor de filmstudio Warner Brothers.
Aanvankelijk werd Brenda Marshall gecast in de rol van Ruth Carter, maar zij werd vervangen door Nancy Coleman. Toen Coleman de kans kreeg om Olivia de Havillands rol in The Gay Sisters (1942) over te nemen, nam Susan Peters haar rol over.
De draaiperiode was van januari tot en met februari 1942. Bogarts tegenspeelster Irene Manning vertelde in een later interview niet goed overweg te kunnen met de 'zakelijke' Bogart, maar benadrukte dat hij haar wel waardevol advies gaf tijdens de opnamen: "Let niet op de camera en lichten, het enige wat je hoeft te doen is naar de set komen en je dialogen uit te voeren."

## Ontvangst
Hoewel de film door de jaren heen in vergetelheid is geraakt en vandaag de dag wordt gerekend tot Bogarts mindere films, kreeg hij destijds positieve kritieken van de Amerikaanse pers en bracht genoeg geld in het laatje om winst te maken.
In Nederland werd de film na de Tweede Wereldoorlog uitgebracht, maar kreeg weinig aandacht van de Nederlandse pers.